# Balohili Botomuzoi
Balohili Botomuzoi is een bestuurslaag in het regentschap Nias van de provincie Noord-Sumatra, Indonesië. Balohili Botomuzoi telt 611 inwoners (volkstelling 2010).